# Dead of Night (película)
Dead of Night en Norteamérica, Muerte de noche en España o El Profundo Silencio de la Noche en Argentina es una película de misterio y terror de 1977 dirigida por el maestro de las historias cortas de horror Dan Curtis y protagonizada, entre otros, por Ed Begley Jr., Joan Hackett y Patrick Macnee.
Originalmente fue concebido como el piloto para una serie televisiva de terror.

## Argumento
El film, hecho exclusivamente para televisión, cuenta tres historias completamente diferentes: una de misterio, otra de imaginación y otra de terror.
La película se inicia con un narrador omnisciente que dice lo siguiente: 

"Este es el silencio de la muerte, no tiene nada que ver con el tiempo. Puede ocurrir en el sol o en la luz de la luna, en el mejor de los tiempos o en el peor. Pero el silencio de la muerte es un estado de ánimo, esa región oscura e incomprensible de la conciencia humana de la que todos los temores de los desconocidos emergen  de nuestra vidas. La quietud de la noche existe en todos nosotros y nadie sabe en que extraño momento inesperado se hará conocer..."

Las tres historias que presenta son:
- Second Chance
- No Such Thing as a Vampire
- Bobby

### Second Chance (La segunda oportunidad)
La primera historia relata la vida de un joven llamado Franck Cantrell (Ed Begley Jr), un estudiante de la universidad de Pointe en Illinois y un aficionado a los autos. Cuando él se entera por un amigo de que un agricultor local guardaba en su garaje un viejo coche del año 1926 marca Playboy Jordan, decide visitarlo un domingo a la mañana y comprárselo. Pero el coche viene con una historia, ya que había sido utilizado por primera vez por un hombre que tras correr un tren, calculó mal y murió junto a su novia. Entonces Frank decide cuidadosamente restaurarlo, manteniendo las placas de matrícula originales. Una vez totalmente renovado lo lleva a Creswell, un pueblo no muy lejano, por una carretera vieja, emprendiendo su camino luego de despedirse de su madre. Mientras va con su nuevo y reluciente vehículo comienza a ver desfilar por la carretera una serie de autos antiguos, como un Roadster Moon y un Speedster Hayne. Al llegar al pueblo, se sorprende al darse cuenta de que está en 1926. Entonces recuerda una teoría de Albert Einstein, que comparó al tiempo con un río sinuoso, con todas las personas en un barco a la deriva entre dos barcos altos. Llegando a la conclusión que no se puede ver el futuro más allá de la siguiente curva o el pasado más allá de las curvas detrás de uno mismo, pero que todo sigue real como el momento que nos rodea. En ese momento Frank se baja del coche y contempla, perplejo, los escaparates de las tiendas. Tras escuchar las bocinas de algunos coches, se voltea y ve cómo alguien desconocido conduce el vehículo que él reconstruyó. El joven corre desesperado y se interpone en el camino de dicho extraño, de nombre Vincent, por unos segundos. Frank comienza a caminar sin rumbo y sin saber a dónde ir, porque está en una época en la que sus abuelos eran de mediana edad y sus padres apenas unos niños. Entonces se queda dormido afuera de una casa y se despierta en la época actual.
Pasa el tiempo y Frank conoce a Hellen, una joven universitaria, comenzando una relación. Cuando visitan a los abuelos de ella, descubre para su sorpresa que el abuelo tenía el mismo Playboy que él había reconstruido, y que al frenar su auto por unos segundos en 1926, retrasó su decisión de atravesar las vías de tren y morir arrollado. La historia finaliza con la conclusión de Frank, ya que si los abuelos de la joven hubieran muerto tras el accidente, su nieta nunca hubiera nacido.

### No Such Thing as a Vampire (No hay tal vampiro)
La segunda historia es de época, relata la vida del prestigioso Dr. Gheria (Patrick Macnee) cuya mujer, supuestamente atacada por un vampiro, despierta gritando y con dos orificios en el cuello. Su esposa está convencida de que está siendo visitada cada noche por un vampiro, estas constantes suposiciones le llevan a frustrar su mentalidad científica y a pedir ayuda. Su fiel empleado Karel (Elisha Cook) le tiene mucho miedo a los ataques de los vampiros, pero afirma haber matado a uno antes. Luego de que Macnee haya sido mordido por su esposa, decide llamar a un amigo de la familia, Michael (Horst Buchholz), un hombre joven y guapo, para que le ayude a mantenerse despierto y ver a su mujer para averiguar qué es lo que está pasando.
Una noche mientras están conversando, Michael se desmaya sorpresivamente. El doctor Gheria saca una jeringa y se la clava en el cuello a su mujer, extrayéndole una pequeña cantidad de sangre. Luego esparce un poco en la boca de Michael antes de colocarlo dentro de un ataúd en el sótano. Gheria lo había planeado todo: tras enterarse de que Alexis (Anjanette Comer mantenía una aventura secreta con Michael, ideó un plan en el que un misterioso "vampiro" atacase a su mujer para así hacer pasar como tal a su amigo. El final es espeluznante: Alexia termina muriendo asesinada por su esposo y Michael por su empleado (quien estaba falsamente convencido de que él era el atacante), que le clava una estaca en el corazón.

### Bobby
La tercera y última historia cuenta la vida de Alma (Joan Hackett), una madre solitaria, afligida y desesperada por reencontrarse con Bobby (Lee Montgomery), su hijo fallecido ahogado en un accidente en la playa. El dolor interminable por su muerte la lleva a conjurar mediante la magia negra el regreso de su hijo. Al terminar su ritual escucha un ruido, y al abrir la puerta se reencuentra con él.
Bobby parece encontrarse bien y actúa de manera normal, pero de pronto empieza a interrogar a su madre con preguntas frías y extrañas. De pronto Bobby reacciona violentamente contra su madre y decide jugar a las escondidas. Dicho juego se torna terrorífico, incluyendo escenas de persecuciones a través de toda la casa. Tras ser atacada con un cuchillo, Alma busca su pistola en el escritorio y le dispara varias veces, lanzándolo por la ventana. Luego Alma es sorprendida y empujada escaleras abajo por Bobby, que al bajarlas le dice que su verdadero hijo no se ahogó por accidente sino que lo hizo porque no quería estar más con ella y que no quería volver, así que lo había enviado a él en su lugar. La historia culmina cuando el niño se hace ver tras las sombras y se muestra como un demonio que ella invocó por accidente, atacándola con un escalofriante grito como broche final.

## Elenco

### Second Chance
- Ed Begley Jr. como Frank Cantrell.
- E. J. André como Sr. Vincent McCauley.
- Ann Doran como Sra. McCauley
- Christina Hart como Helen.
- Orin Cannon como el viejo granjero.
- Jean Le Bouvier como Sra. Cantrell.
- Dick McGarvin como Sr. Dorset
- Karen Hurley como Sra. Dorset

### No Such Thing as a Vampire
- Patrick Macnee como Dr. Peter Gheria
- Anjanette Comer como Alexis.
- Elisha Cook Jr. como Karel.
- Horst Buchholz como Michael.

### Bobby
- Joan Hackett como Alma.
- Lee Montgomery como Bobby.[2]